# Viaduc de Valdetravieso
Le viaduc de Valdetravieso est un pont ferroviaire espagnol franchissant l'Arroyo de Valdetravieso à Cañaveral, dans la province de Cáceres, en Estrémadure. Long de 1 596 mètres, cet ouvrage d'art achevé en 2013 porte la LGV Madrid - Estrémadure.